# Hambach (Taunusstein)
Hambach is een plaats in de Duitse gemeente Taunusstein, deelstaat Hessen, en telt 444 inwoners (2008).